# 姬川明
姬川明（日語：姫川 明），日本漫畫家、插畫家組合。在原作中以（日文讀音相同）名義。

## 成員
本田 A（ほんだ エー）
2008年12月5日播出的《偵探！Knight Scoop》（朝日放送）單元中，本田作為委託人與父母一起上節目。
本田的父親因為是蒼井空的粉絲，所以曾經與蒼井在《偵探！Knight Scoop》中演出。
長野 S（ながの エス）
2人之前以狩鷹 明（かりたか あきら）和的名義一起創作同人作品。

## 經歷
1991年以準大獎賽冠軍在少年Sunday「漫畫大獎賽」上首次亮相。有時也用。作為插畫家也使用Himeaki名義。2011年12月起在本身官方網站上宣布，將筆名改為，並於2015年6月更名為。除此之外，還有、Akira Himekawa等基本筆名一點點變化的筆名。
隨著《薩爾達傳說》系列的漫畫化，它被廣泛的年齡階層所熟知。此外，該系列還獲得了其粉絲的大力支持，並於2009年開始在北美和歐洲被翻譯出版。於接到漫畫改編的請求時，也接到漫畫改編的請求，但因為正在進行其他連載而拒絕了。

## 作品列表

### 薩爾達傳說系列
任何作品都使用了與原作不同的獨特設定，並且還出現原創角色。
- 薩爾達傳說 眾神的三角神力
- 薩爾達傳說 時之笛（首部漫畫化作品）
- 薩爾達傳說 穆修拉的假面
- 薩爾達傳說 神祕果實（時空之章、大地之章）
- 薩爾達傳說 四人之劍+
- 薩爾達傳說 不可思議的帽子
- 薩爾達傳說 黃昏公主
- 薩爾達傳說 夢幻沙漏
- 薩爾達傳說 天空之劍（短篇）

### 原創作品
- （德間書店）－「｣ 名義，已出版3冊。
- （Rapport出版（日语：ラポート））－「狩野小鷹」名義，後半部分不在書內。
- （小學館《週刊少年Sunday超（日语：週刊少年サンデーS）》，1992年）－名義，僅限電子書。
- （小學館《週刊少年Sunday超》，1993年）－名義，僅限電子書。
- （Benesse Holdings（日语：ベネッセコーポレーション）《小6Wandahoe Magazine Kids06》1997年9月號－1997年12月號）－全1冊。
- RIDE ON！（小學館《週刊少年Sunday超》，1998年）－僅限電子書。
- （角川書店《Comic GENKi》→《Comic New Type》，1993年－1996年）－已出版3冊。
- （Rapport出版）
- （小學館《小學二年級》、《小學三年級》，1998年－1999年）－名義，僅限電子書。
- （小學館《小學五年級》，2001年－2002年）
- （朝日小學生新聞）
- （講談社網站「MiChao！（日语：MiChao!）」，2006年－2009年）
- （原作：木村裕一，小學館《小學五年級》、《小學六年級》，2007年）
- －名義。作為同人誌發表的原創作品。未在一般雜誌上發表。
- （Media Factory《月刊Comic Gene》，2011年－2012年）－名義，全2冊。
- （KADOKAWA GROUP PUBLISHING（日语：角川グループホールディングス）〈角川翼文庫（日语：角川つばさ文庫）〉，2012年－）－名義，已出版7冊。
- （MEDIA PAL，選集收錄，2013年）－「Akira Himekawa」名義。

### 漫畫化作品
- 水晶國傳說 起程的冒險者們（日语：クリスタニア#コミック）（MediaWorks，1995年－1996年）－全3冊。
- 時空轉抄納斯卡（角川書店《A-DUSH》，1998年－1999年）
- 原子小金剛 (2003年動畫)（小學館《小學五年級》，2003年－2004年）
  - 青騎士（角川書店《KEROKERO ACE》，2010年）
- 勇者物語（原作：宮部美幸，小學館《小學五年級》，小學館，2006年）
- 西頓動物記（日语：シートン動物記）（原作：歐尼斯特·湯普森·西頓，小學館，2012年）
  - 西頓（朝日新聞出版《週刊漫畫世界偉人》，2013年）
- （學研行銷，2012年）
- 彩虹小馬：友情就是魔法（小學館《Pucchigumi》，2013年－2014年）－名義，全1冊。

### 插圖、插畫
- （著：桑原忍，富士見書房〈富士見Fantasia文庫〉，1994年）
- （著：矢島沙羅，《進研研究會小學講座（日语：進研ゼミ小学講座）》5年級生對象情報雜誌《放學後探險》連載小說，2003年）
- （《進研研究會小學講座》3年級生對象情報雜誌連載小說，2005年）
- 小小國家救世主（日语：小さな国の救世主）（著：鷹見一幸，MediaWorks〈電擊文庫〉，2006年－2007年）－「Himeaki」名義。
- Reset World（日语：リセット・ワールド）（著：鷹見一幸，MediaWorks → ASCII Media Works〈電擊文庫〉，2008年）－「Himeaki」名義。
- Gold Ring（英语：Gold Ring）（著：凱斯·謝德奇（英语：Qais Sedki），Page flip社，2010年）
- （著：艾倫·安德森、琳達·安德森，構成：吉田順，學研教育出版，2013年）－名義。
- 西頓動物記（日语：シートン動物記）（著：歐尼斯特·湯普森·西頓，翻譯：越前敏彌，KADOKAWA GROUP PUBLISHING〈角川翼文庫（日语：角川つばさ文庫）〉，2012年－）－名義，已出版3冊。
- 那須町「Project 9b」角色插圖－名義。

## 外部連結
- Himekawa Arts Production （页面存档备份，存于） （日語）－姬川明的官方網站。
- Akira Himekawa／姬川明月的Facebook專頁 （日語）
- 姬川明的X（前Twitter） （日語）
- 姬川明月的X（前Twitter） （日語）
- 姬川明：公開作品 （页面存档备份，存于） （日語）－漫畫圖書館Z作家（日语：マンガ図書館Z作家）